# Hermann Obrecht
Hermann Obrecht (Grenchen, 26 de março de 1882 – Berna, 21 de agosto de 1940) foi um político suíço. Foi membro do Conselho Federal suíço de 1935 a 1940.

## Vida
Depois de uma curta atividade profissional como professor, jornalista e funcionário público, foi eleito para o conselho governamental do cantão de Solothurn em 1909 com apenas 27 anos e depois chefiou a direção financeira e militar. Ele renunciou em 1917 para se juntar ao Kantonsrat, o conselho municipal da cidade de Solothurn e ser eleito para o Conselho Nacional. Graças à sua excelente reputação como especialista financeiro e econômico, ele atuou nos conselhos de administração de várias empresas. Embora não fosse membro do Conselho Nacional desde 1928, a Assembleia Federal o elegeu para o Conselho Federal em abril de 1935. Como chefe do departamento de economia, Obrecht contribuiu significativamente para a superação gradual da crise econômica na Suíça. A medida mais importante foi a desvalorização de 30% do franco suíço em setembro de 1936, que ele apoiou. Ele também criou os pré-requisitos organizacionais para a Economia de Guerra Durante a Segunda Guerra Mundial. Ele renunciou no final de julho de 1940, algumas semanas antes de sua morte.